# K Beringen FC
À ne pas confondre avec le K. VV Vigor Beringen, club avec lequel il fusionna en 2002, ni avec K Beringen Heusden-Zolder SK qui fut le nom porté par le K. SK Heusden-Zolder, lorsque celui-ci occupa le "Mijn-stadion", après la disparition du matricule 522.
Maillots
Dernière mise à jour : 13 août 2021.
Le Koninklijke Beringen Football Club (ou K. Beringen FC) est un ancien club de football belge localisé dans la commune de Beringen, dans la province de Limbourg. Fondé en 1924, ce club portait le matricule 522. Ses couleurs étaient Rouge et Noir.
Le matricule 522 évolue durant 63 saisons consécutives en séries nationales, dont 25 dans la plus haute division belge.
Le K. Beringen FC cesse d'exister en 2002, lorsqu'il fusionne avec son voisin, plus ancien mais moins connu, du Vigor pour former le K. VK Beringen, sous le matricule 330 du Vigor.

## Histoire
Ce club est fondé en 1924 sous le nom de Cercle Sportif Kleine Heide. Le 10 juin 1925, il s'affilie à a l'URBSFA. Le 6 février 1926, le club adopte la dénomination  officielle de Beeringen Football Club. Après une première saison dans la plus basse des séries régionales limbourgeoises, le club reçoit le statut lui permettant de jouer en 3e provinciale dès la saison 1926-1927, où il est directement champion, accédant ainsi à la 2e provinciale, à l'époque la plus haute division provinciale directement sous les séries nationales. Le 26 décembre 1926, lors de la publication de la première liste des numéros de matricule, Beeringen FC se voit attribuer le matricule 522.

En 1930, Beeringen loupe de peu la montée en « nationales » derrière St-Truidensche VV. Au terme de la saison 1935-1936, Beeringen décroche le titre et accède aux séries nationales, qu'il ne quittera plus jusqu'à sa disparition en 2002. Le club connaît une progression linéaire. Deux fois 6e, Beeringen se classe ensuite 4e puis 3e et enfin 2e. La saison suivante, la dernière saison disputée pendant la Seconde Guerre mondiale, le matricule 522 remporte le titre et monte en Division 1 (D2). En raison de l'interruption des compétitions en 1944, le club doit attendre la saison 1945-1946 pour faire ses débuts dans l'antichambre de l'élite. En 1947, le club modernise son nom en Beringen FC.
Lors des deux derniers « championnats de guerre », les deux principaux clubs de l'entité de Beringen, le « FC » et le « Vigor», jouent dans la même série. Ceci ne se reproduit plus avant 53 ans.
En 1950, Beringen FC devient le premier club de la Province de Limbourg à monter dans la plus haute division du football belge, dénommée à l'époque Division d'Honneur.
Le premier séjour ne dure qu'une saison, tout comme le deuxième, deux ans plus tard. Entre-temps reconnu Société Royale, le club prend le nom de K. Beringen FC. Mais dès 1952, le cercle reprend son ancienne appellation orthographique de K. Beeringen FC. Il effectue par la suite deux autres passages de deux saisons parmi l'élite nationale, avant de s'y installer pendant huit saisons entre 1962-1963 et 1969-1970. Durant cette période, le matricule 522 obtient le meilleur résultat de son Histoire en étant vice-champion de Belgique en 1964, quatre points derrière le R. SC Anderlechtois.
Deux ans après avoir été relégué en Division 2, le club adopte à nouveau le nom de K. Beringen FC et remonte dans la plus haute division, où il reste cette fois pendant dix saisons. En 1976, le matricule 522 évite la descente à la suite de la sanction infligée à La Louvière pour « faits de corruption ». Le même « sauvetage miracle » a lieu en 1981, mais cette fois le club puni est le Beerschot. Mais en 1982 il ne peut l'éviter. Le club fait alors deux aller/retour : descente en 1982, montée en 1983 et redescente en 1984. C'est la dernière apparition du club en Division 1.
Commence alors une lente descente aux enfers pour le club. Relégué en Division 3 à la fin de la saison 1987-1988. C'est la première fois depuis 43 ans que Beringen ne joue pas dans l'une des deux plus hautes divisions belges. Le matricule 522 voit alors le club récemment fusionné du K. RC Genk s'installer définitivement dans le rôle de premier club limbourgeois. En 1995, le matricule 522 est renvoyé en Promotion. Pour la première fois depuis 1936 et son accession aux séries nationales, le club n'émarge pas à l'une des trois plus hautes divisions belges.
La saison suivante, le K. Beringen FC atteint le Tour final mais y est battu par Tubize. En 1996-1997, le matricule 522 lutt à nouveau pour les places d'honneur. Devancé par Heusden SK pour le titre, Beringen participe à nouveau au Tour final pendant lequel Ingelmunster est le plus fort devant une assistance, exceptionnelle pour le quatrième niveau national belge, de 4.500 spectateurs.
En 1997-1998, à la suite de la montée du K. VV Vigor Beringen a lieu le premier derby officiel en compétition devant plus de 2 000 personnes.

Exsangue financièrement, le K. Beringen FC doit mettre un point final à sa longue et riche Histoire en étant contraint de fusionner en 2002 avec le Vigor pour former le K. VK Beringen, sous le matricule 330 du Vigor. Celui-ci venait d'être sacré Champion du Limbourg et remonte en Promotion. Le matricule 522 du club est radié des listes de la Fédération.
Comme le matricule 522 avait assuré son maintien en Promotion avant de disparaître dans la fusion précitée, la Province de Limbourg bénéficie d'un montant supplémentaire. C'est le K. VK Wellen qui profite de l'occasion.

## Résultats dans les divisions nationales
Statistiques clôturées, club disparu

### Palmarès
- 3 fois champion de Belgique de Division 2 en 1950, 1952 et 1958
- 1 fois champion de Belgique de Division 3 en 1944

### Bilan
| Niv | Divisions     | Jouées | Titres | TM Up | TM Down |
| --- | ------------- | ------ | ------ | ----- | ------- |
| I   | 1re nationale | 25     | 0      |       |         |
| II  | 2e nationale  | 18     | 3      | 1     |         |
| III | 3e nationale  | 13     | 1      |       |         |
| IV  | 4e nationale  | 7      | 0      | 2     | 1       |
| V   | 5e nationale  | 0      | 0      |       |         |
|     |               |        |        |       |         |
|     | TOTAUX        | 63     | 4      | 3     | 1       |

- TM Up : test-match pour départager des égalités, ou toutes formes de Barrages ou de Tour final pour une montée éventuelle.
- TM Down : test-match pour départager des égalités, ou toutes formes de Barrages ou de Tour final pour le maintien.

### Classement par saison
| Ordre | Saison  | Nom du club                                                     | Niveau                                                          | Classement final                                                | Remarques                                                       |
| ----- | ------- | --------------------------------------------------------------- | --------------------------------------------------------------- | --------------------------------------------------------------- | --------------------------------------------------------------- |
| 1     | 1936-37 | Beeringen FC                                                    | Promotion (D3) série C                                          | 6e/14                                                           |                                                                 |
| 2     | 1937-38 | Beeringen FC                                                    | Promotion (D3) série B                                          | 6e/14                                                           |                                                                 |
| 3     | 1938-39 | Beeringen FC                                                    | Promotion (D3) série D                                          | 4e/14                                                           |                                                                 |
|       | 1939-40 | Compétitions interrompupes                                      | Compétitions interrompupes                                      | Compétitions interrompupes                                      | Compétitions interrompupes                                      |
|       | 1940-41 | Compétitions régionales                                         | Compétitions régionales                                         | Compétitions régionales                                         | Compétitions régionales                                         |
| 4     | 1941-42 | Beeringen FC                                                    | Promotion (D3) série D                                          | 3e/14                                                           |                                                                 |
| 5     | 1942-43 | Beeringen FC                                                    | Promotion (D3) série A                                          | 2e/16                                                           | [ saisons 1 ]                                                   |
| 6     | 1943-44 | Beeringen FC                                                    | Promotion (D3) série D                                          | 1er/16                                                          | Champion et promu!                                              |
|       | 1944-45 | Compétitions interrompupes                                      | Compétitions interrompupes                                      | Compétitions interrompupes                                      | Compétitions interrompupes                                      |
| 7     | 1945-46 | Beeringen FC                                                    | Division 1(D2) série B                                          | 8e/16                                                           |                                                                 |
| 8     | 1946-47 | Beeringen FC                                                    | Division 1(D2) série A                                          | 7e/16                                                           |                                                                 |
| 9     | 1947-48 | Beringen FC                                                     | Division 1(D2) série B                                          | 3e/16                                                           |                                                                 |
| 10    | 1948-49 | Beeringen FC                                                    | Division 1(D2) série A                                          | 2e/16                                                           | [ saisons 2 ]                                                   |
| 11    | 1949-50 | Beringen FC                                                     | Division 1(D2) série B                                          | 1er/16                                                          | Champion et promu!                                              |
| 12    | 1950-51 | Beringen FC                                                     | Division d'Honneur                                              | 15e/16                                                          | Relégué!                                                        |
| 13    | 1951-52 | K. Beringen FC                                                  | Division 1(D2) série B                                          | 1er/16                                                          | Champion et promu!                                              |
| 14    | 1952-53 | K. Beeringen FC                                                 | Division 1                                                      | 16e/16                                                          | Relégué!                                                        |
| 15    | 1953-54 | K. Beeringen FC                                                 | Division 2                                                      | 7e/16                                                           |                                                                 |
| 16    | 1954-55 | K. Beeringen FC                                                 | Division 2                                                      | 2e/16                                                           | Promu!                                                          |
| 17    | 1955-56 | K. Beeringen FC                                                 | Division 1                                                      | 13e/16                                                          |                                                                 |
| 18    | 1956-57 | K. Beeringen FC                                                 | Division 1                                                      | 15e/16                                                          | Relégué!                                                        |
| 19    | 1957-58 | K. Beeringen FC                                                 | Division 2                                                      | 1er/16                                                          | Champion et promu!                                              |
| 20    | 1958-59 | K. Beeringen FC                                                 | Division 1                                                      | 12e/16                                                          |                                                                 |
| 21    | 1959-60 | K. Beeringen FC                                                 | Division 1                                                      | 16e/16                                                          | Relégué!                                                        |
| 22    | 1960-61 | K. Beeringen FC                                                 | Division 2                                                      | 3e/16                                                           | [ saisons 3 ]                                                   |
| 23    | 1961-62 | K. Beeringen FC                                                 | Division 2                                                      | 2e/16                                                           | Promu!                                                          |
| 24    | 1962-63 | K. Beeringen FC                                                 | Division 1                                                      | 13e/16                                                          |                                                                 |
| 25    | 1963-64 | K. Beeringen FC                                                 | Division 1                                                      | 2e/16                                                           | [ saisons 4 ]                                                   |
| 26    | 1964-65 | K. Beeringen FC                                                 | Division 1                                                      | 8e/16                                                           |                                                                 |
| 27    | 1965-66 | K. Beeringen FC                                                 | Division 1                                                      | 14e/16                                                          |                                                                 |
| 28    | 1966-67 | K. Beeringen FC                                                 | Division 1                                                      | 11e/16                                                          |                                                                 |
| 29    | 1967-68 | K. Beeringen FC                                                 | Division 1                                                      | 12e/16                                                          |                                                                 |
| 30    | 1968-69 | K. Beeringen FC                                                 | Division 1                                                      | 9e/16                                                           |                                                                 |
| 31    | 1969-70 | K. Beeringen FC                                                 | Division 1                                                      | 15e/16                                                          | Relégué!                                                        |
| 32    | 1970-71 | K. Beeringen FC                                                 | Division 2                                                      | 4e/16                                                           |                                                                 |
| 33    | 1971-72 | K. Beeringen FC                                                 | Division 2                                                      | 2e/16                                                           | Promu!                                                          |
| 34    | 1972-73 | K. Beringen FC                                                  | Division 1                                                      | 12e/16                                                          |                                                                 |
| 35    | 1973-74 | K. Beringen FC                                                  | Division 1                                                      | 11e/16                                                          |                                                                 |
| 36    | 1974-75 | K. Beringen FC                                                  | Division 1                                                      | 13e/20                                                          |                                                                 |
| 37    | 1975-76 | K. Beringen FC                                                  | Division 1                                                      | 17e/19                                                          | [ saisons 5 ]                                                   |
| 38    | 1976-77 | K. Beringen FC                                                  | Division 1                                                      | 14e/18                                                          |                                                                 |
| 39    | 1977-78 | K. Beringen FC                                                  | Division 1                                                      | 10e/18                                                          |                                                                 |
| 40    | 1978-79 | K. Beringen FC                                                  | Division 1                                                      | 13e/18                                                          |                                                                 |
| 41    | 1979-80 | K. Beringen FC                                                  | Division 1                                                      | 15e/18                                                          |                                                                 |
| 42    | 1980-81 | K. Beringen FC                                                  | Division 1                                                      | 17e/18                                                          | [ saisons 6 ]                                                   |
| 43    | 1981-82 | K. Beringen FC                                                  | Division 1                                                      | 17e/18                                                          | Relégué!                                                        |
| 44    | 1982-83 | K. Beringen FC                                                  | Division 2                                                      | 4e/16                                                           | Promu via le Tour final                                         |
| 45    | 1983-84 | K. Beringen FC                                                  | Division 1                                                      | 18e/18                                                          | Relégué!                                                        |
| 46    | 1984-85 | K. Beringen FC                                                  | Division 2                                                      | 13e/16                                                          |                                                                 |
| 47    | 1985-86 | K. Beringen FC                                                  | Division 2                                                      | 10e/16                                                          |                                                                 |
| 48    | 1986-87 | K. Beringen FC                                                  | Division 2                                                      | 14e/16                                                          |                                                                 |
| 49    | 1987-88 | K. Beringen FC                                                  | Division 2                                                      | 16e/16                                                          | Relégué!                                                        |
| 50    | 1988-89 | K. Beringen FC                                                  | Division 3 série B                                              | 11e/16                                                          |                                                                 |
| 51    | 1989-90 | K. Beringen FC                                                  | Division 3 série B                                              | 12e/16                                                          |                                                                 |
| 52    | 1990-91 | K. Beringen FC                                                  | Division 3 série B                                              | 10e/16                                                          |                                                                 |
| 53    | 1991-92 | K. Beringen FC                                                  | Division 3 série B                                              | 11e/16                                                          |                                                                 |
| 54    | 1992-93 | K. Beringen FC                                                  | Division 3 série B                                              | 8e/16                                                           |                                                                 |
| 55    | 1993-94 | K. Beringen FC                                                  | Division 3 série B                                              | 13e/16                                                          |                                                                 |
| 56    | 1994-95 | K. Beringen FC                                                  | Division 3 série B                                              | 15e/16                                                          | Relégué!                                                        |
| 57    | 1995-96 | K. Beringen FC                                                  | Promotion série C                                               | 6e/16                                                           | Tour final.                                                     |
| 58    | 1996-97 | K. Beringen FC                                                  | Promotion série C                                               | 2e/16                                                           | Tour final                                                      |
| 59    | 1997-98 | K. Beringen FC                                                  | Promotion série C                                               | 9e/16                                                           | [ saisons 10 ]                                                  |
| 60    | 1998-99 | K. Beringen FC                                                  | Promotion série C                                               | 5e/16                                                           | [ saisons 11 ]                                                  |
| 61    | 99-2000 | K. Beringen FC                                                  | Promotion série C                                               | 13e/16                                                          | Barrages                                                        |
| 62    | 2000-01 | K. Beringen FC                                                  | Promotion série C                                               | 9e/16                                                           | [ saisons 13 ]                                                  |
| 63    | 2001-02 | K. Beringen FC                                                  | Promotion série C                                               | 12e/16                                                          |                                                                 |
| X     | 2002    | Fusion avec le K. VV Vigor Beringen, le matricule 522 est radié | Fusion avec le K. VV Vigor Beringen, le matricule 522 est radié | Fusion avec le K. VV Vigor Beringen, le matricule 522 est radié | Fusion avec le K. VV Vigor Beringen, le matricule 522 est radié |

## Personnalités

### Anciens joueurs connus
- Nico Claesen, 36 fois international, ancien joueur de Tottenham et Stuttgart notamment, il dispute les deux dernières saisons de sa carrière à Beringen.
- Julien Cools, 35 fois international et Soulier d'or 1977, commence sa carrière à Beringen.
- Walter De Greef, cinq fois international, champion de Belgique avec Anderlecht, commence sa carrière à Beringen.
- Guy Delhasse, cinq fois international, il termine sa carrière à Beringen.
- Léon Dolmans, dix fois international, une fois champion de Belgique avec le Standard de Liège, joue deux saisons à Beringen à la fin de sa carrière.
- Jos Heyligen, deux fois international, joue la saison 1981-1982 à Beringen.
- Raymond Jaspers, ancien joueur d'Anderlecht et du FC Malines dans les années 1980, il commence sa carrière à Beringen.
- Alfons Peeters, quatre fois international, il commence sa carrière à Beringen.
- Théo Poel, deux fois champion de Belgique avec le Standard, il commence sa carrière à Beringen.
- Wilfried Van Moer, 57 fois international, trois fois Soulier d'or, il joue cinq ans à Beringen à la fin des années 1970.